# Angang-eup
Angang-eup ou An'gang-ni  est une petite ville (eup) de Corée du Sud de près de 33 000 habitants (2008) située au sud-est de la péninsule coréenne, dans la province du Gyeongsang du Nord. Elle est une subdivision administrative de la cité de Gyeongju dans la province du Gyeongsang du Nord.

## Divisions administratives
- Gapsan-ri (갑산리)
- Ganggyo-ri (강교리)
- Geomdan-ri (검단리)
- Geungye-ri (근계리)
- Nodang-ri (노당리)
- Daedong-ri (대동리)
- Duryu-ri (두류리)
- Sabang-ri (사방리)
- Sandae-ri (산대리)
- Angang-ri (안강리)
- Yangwol-ri (양월리)
- Oksan-ri (옥산리)
- Uktong-ri (육통리)
- Cheongnyeong-ri (청령리)
- Hagok-ri (하곡리)